# Heine (Familie)

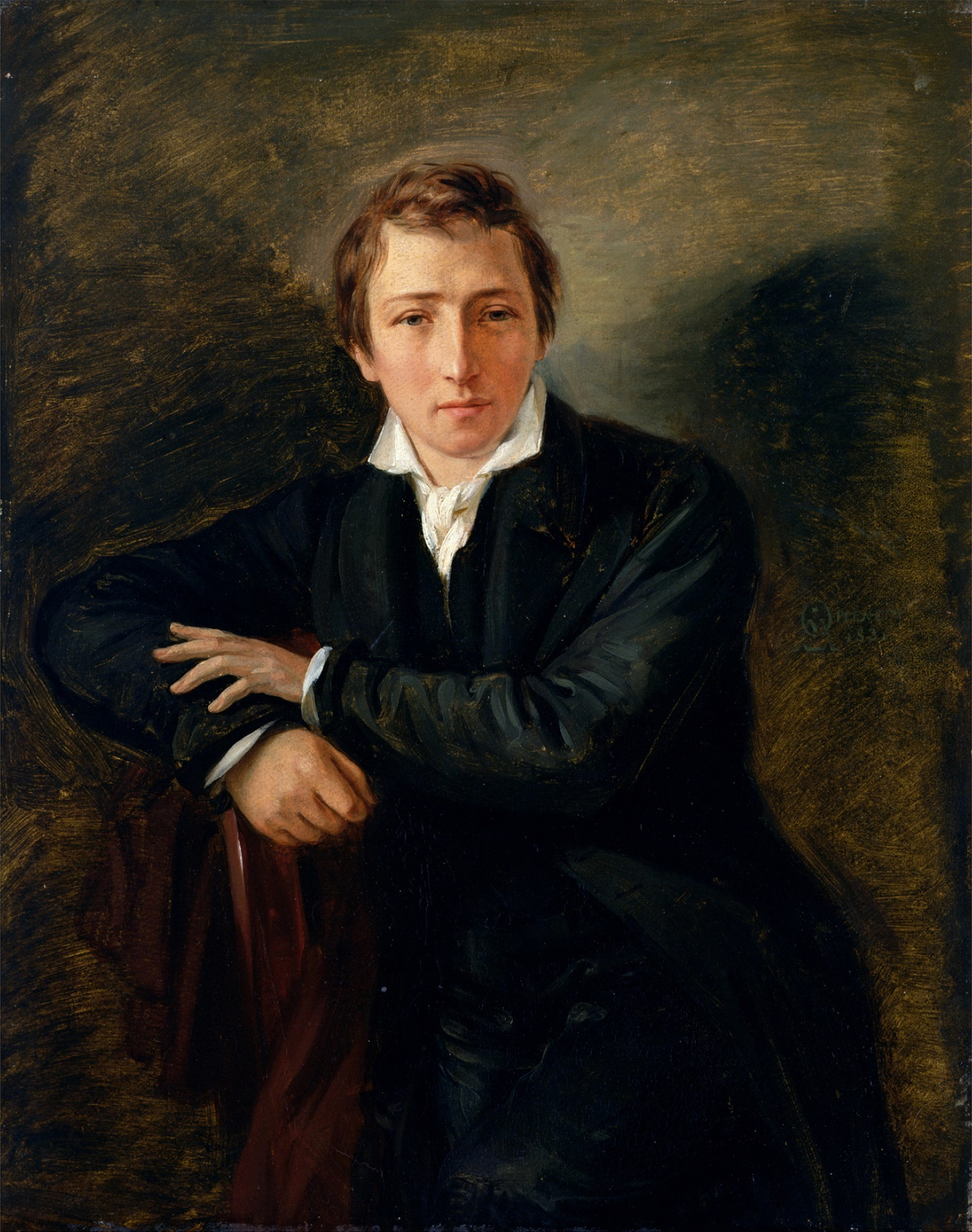
Heinrich Heine (1797–1856)

Die deutsch-jüdische Familie Heine, die seit dem 17. Jahrhundert in Bückeburg nachweisbar ist, brachte eine Vielzahl von Kaufleuten, Bankiers, Unternehmern, Akademikern und Künstlern hervor. Am bekanntesten ist der Dichter Heinrich Heine.

## Name und Herkunft
Der Familienname „Heine“ leitet sich von einem nur namentlich bekannten „Chaim“ ab. Dessen Sohn Jitzchak ben Chajim wurde in nichtjüdischen Quellen mit Isaak Heine wiedergegeben. Mit der Zeit setzte sich das Patronym gegen die innerhalb der jüdischen Gemeinde benutzte Herkunftsbezeichnung „Bückeburg“ durch und wurde so zum Familiennamen.
Der Stammvater Isaak (Jitzchak) lebte etwa von 1654 bis 1734 und war Hoffaktor des Grafen Friedrich Christian zu Schaumburg-Lippe in Bückeburg. Seine Söhne wurden Hoflieferanten und Hofbankiers in Bückeburg und Hannover. Weitere Zweige der Familie waren in Hamburg, Bordeaux, Berlin, Düsseldorf und Wien ansässig.
Gustav Heine, der Bruder Heinrich Heines, wurde am 30. März 1867 in den österreichischen Ritterstand erhoben und trug als österreichischer Freiherr ab dem 24. September 1870 den Namen „von Heine-Geldern“.

## Familienmitglieder

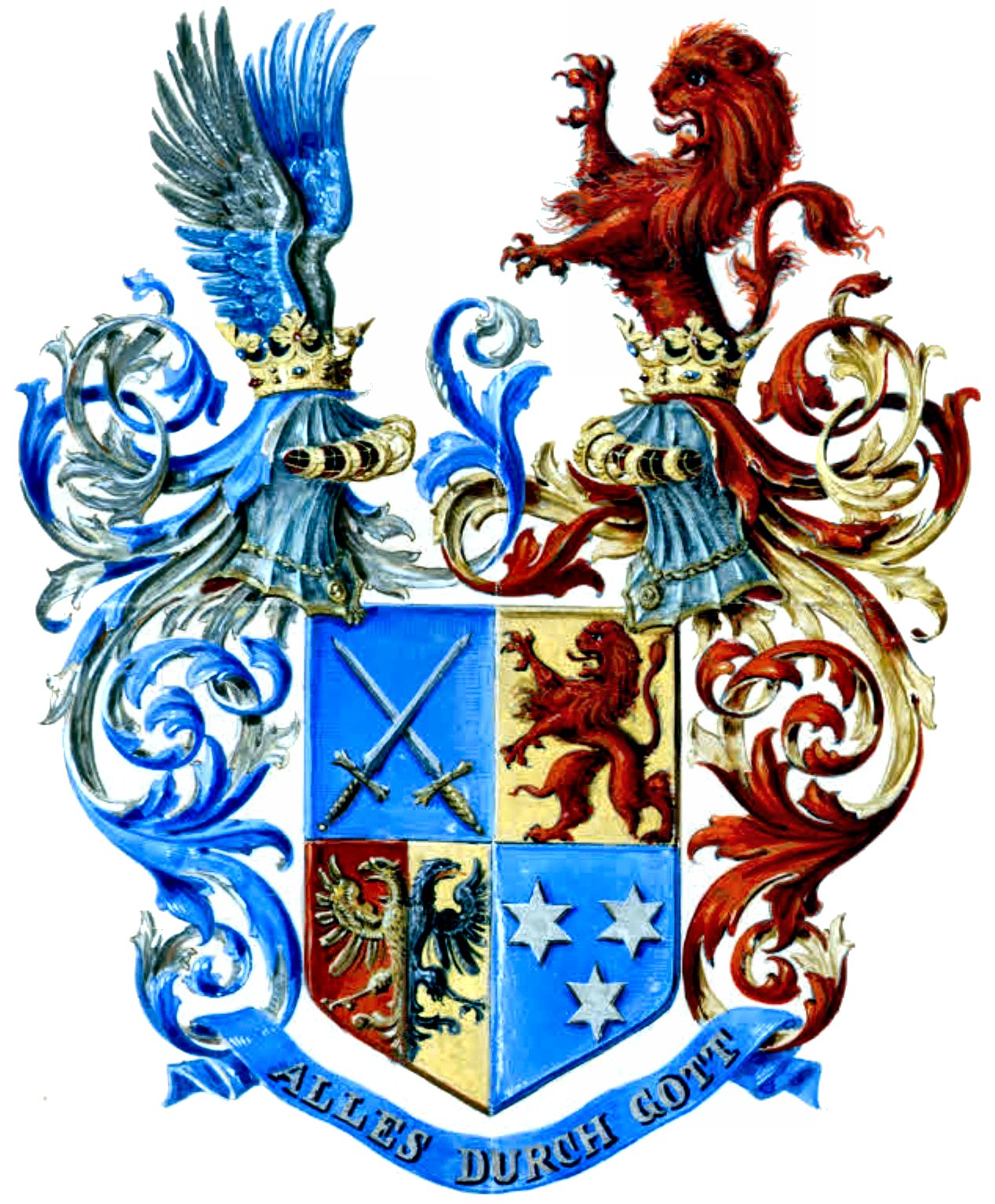
Wappen von Heine, 1867

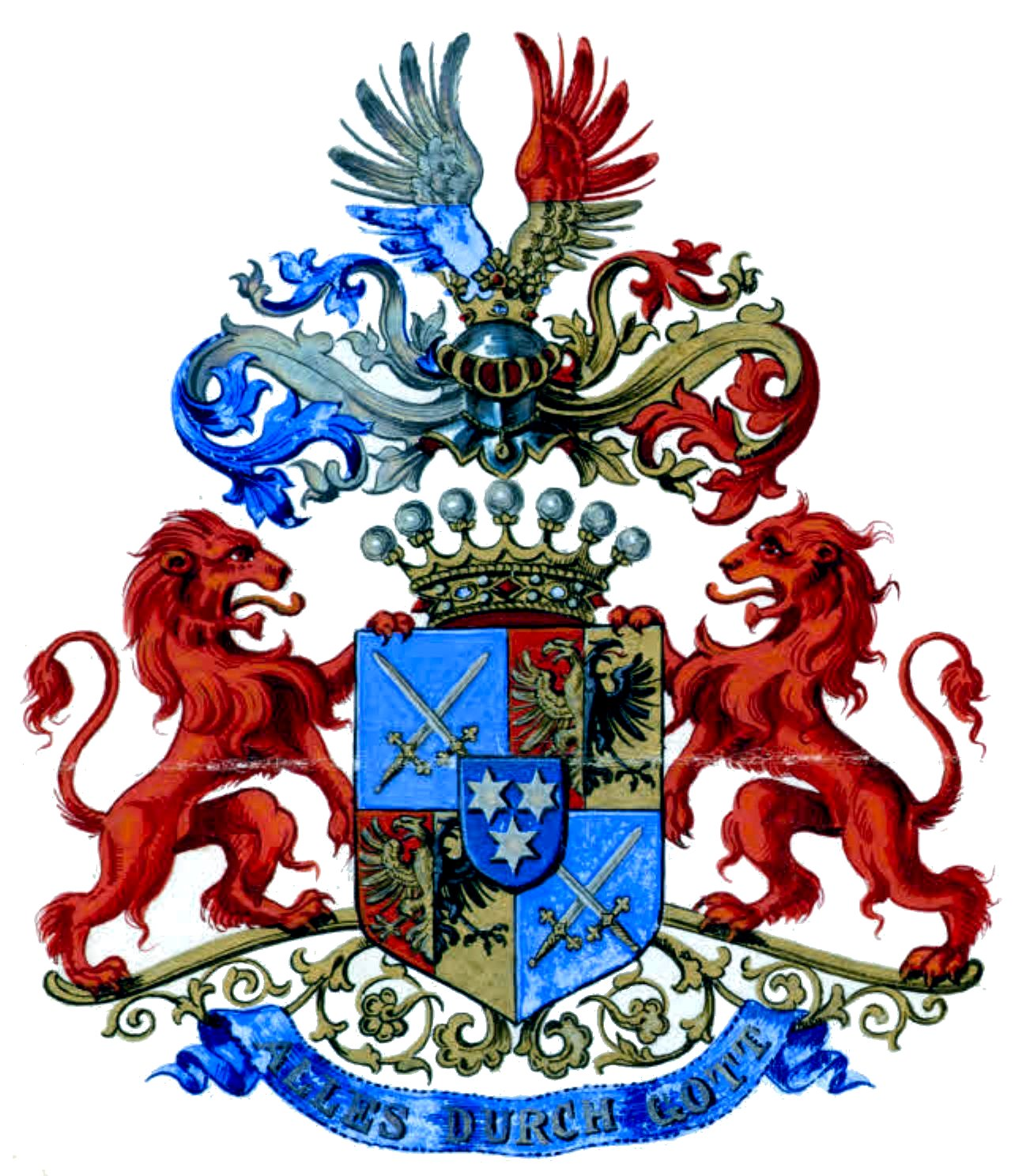
Wappen Freiherr von Heine-Geldern, 1870

- Isaak Heine, auch Jitzchak ben Chajim, auch Itzig Bückeburg (um 1654–1734), Hoflieferant und Hofbankier in Bückeburg und Detmold, Vorsteher der jüdischen Gemeinde Bückeburg
  - Salomon Heine (um 1686–1766), Hoffaktor des Grafen Simon Heinrich Adolf zur Lippe-Detmold, lebte in Berlin
  - David Simon Heine, auch David Simon Bückeburg (um 1690–1744), Hofjude in Hannover
    - Heymann Heine, auch Chajim Bückeburg (um 1722–1780), Kaufmann in Hannover
      - Isaak Heine (um 1763–1828), Kaufmann und Bankier in Bordeaux
        - Jacob Heine (1810–1893)
        - Mathilde (Matho) Silva, geb. Heine (1811–1880), Ehe mit Moise Silva
        - Charlotte Christiani, geb. Heine (1813–1869),[2] Ehe mit Rudolf Christiani (1797–1858), Advokat, Stadtsekretär und Abgeordneter in Lüneburg
        - Reine (Malka) Cohen, geb. Heine (1814–1888), Ehe mit Joseph Cohen (1817–1899), Advokat und Publizist in Paris
        - Anne (Anna) Hertz, geb. Heine (1815–1901), Ehe mit Gustav Mordechai Hertz (1804–1870) in Hamburg
        - Armand Heine (1818–1883), Bankier und Unternehmer
        - Michel Heine (1819–1904), Bankier und Unternehmer
          - Alice Heine (1858–1925), durch Heirat Herzogin von Richelieu, durch zweite Heirat Fürstin von Monaco
          - Paul Henri Heine (1860–1878)
          - Georges Heine (1861–1928), Bankier in Paris

      - Samson Heine (1764–1828), Tuchkaufmann in Düsseldorf, Ehe mit Betty Heine, geb. van Geldern (1771–1859), Urenkelin des jülich-bergischen Hoffaktors Joseph Jacob van Geldern (1653–1727)
        - Heinrich (Harry) Heine (1797 oder 1799–1856), Dichter und Publizist in Paris, Ehe mit Mathilde Heine, geb. Crescencia Eugenie Mirat (1815–1883)
        - Charlotte Embden, geb. Heine (1800 oder 1802/03–1899)[3], Ehe mit dem Kaufmann Moritz Embden (1790–1860 oder 1866)[4]
          - Marie Embden-Heine, Principessa della Rocca (1824–1908), schrieb Erinnerungen an Heinrich Heine (Hoffmann & Campe, Hamburg 1881)[5]
          - Ludwig von Embden (1826–1904), Herausgeber von Heinrich Heines Familienleben (Hoffmann & Campe, Hamburg 1892)[6]
          - George Heinrich Embden  (1839–1907) Jurist in Hamburg

        - Gustav Freiherr von Heine-Geldern (1803 oder 1805–1886), Zeitungsverleger und Buchdruckereibesitzer in Wien, 1867 in den Ritter- und 1870 in den Freiherrnstand erhoben, Ehe mit Emma Heine, geb. Kaan d'Albest (1822–1859) 
          - Marie Gräfin Sizzo de Noris, geb. von Heine (1847–1911)
          - Gustav Franz Xaver Freiherr von Heine-Geldern (1848–1899), Ehe mit der Sängerin Regine Freifrau von Heine-Geldern, geb. Klein (1856–1939)[7]
          - Maximilian Freiherr von Heine-Geldern (1849–1933), Major a. D., Librettist, Schriftsteller,      gab mit Gustav Karpeles Heine-Reliquien. Neue Briefe und Aufsätze Heinrich Heines heraus (Curtius, Berlin 1911)[8]
            - Robert Freiherr von Heine-Geldern (1885–1968), Professor für Völkerkunde in Wien

          - Emilie Barbara Heine (1850–1851)
          - Karl Heinrich Freiherr von Heine-Geldern (1855–1892)
          - Mathilde Edle von Kodolitsch, geb. Freiin von Heine-Geldern (1859–...?)

        - Maximilian von Heine (1806 oder 1807–1879), Militärarzt und Hofrat in St. Petersburg[9]

      - Salomon Heine (1767–1844), Bankier in Hamburg, Ehe mit Betty Heine, geb. Goldschmidt (1777–1837)
        - Friederike Oppenheimer, geb. Heine (1795–1823), Ehe mit Christian Moritz Oppenheimer (1788–1877), Prokurist im Bankhaus Salomon Heine
        - Fanny Schröder, geb. Heine (1798–1829), Ehe mit Wilhelm Albrecht Schröder (1788–1872), Arzt in Hamburg
        - Amalie Friedländer, geb. Heine (1800–1838), Jugendschwarm Heinrich Heines, Ehe mit John (Jonathan) Friedländer (1793–1863), Gutsbesitzer in Königsberg
        - Hermann Heine (1804–1830)
        - Therese von Halle, geb. Heine (1807–1880), Ehe mit Christian Hermann Adolf von Halle (1798–1866), Präses des Handelsgerichts in Hamburg
        - Carl Heine (1810–1865), Bankier in Hamburg, Ehe mit Cécile-Charlotte Furtado-Heine (1821–1896)[10]

      - Samuel Heine (...?–1809)
      - Meyer Heine (...?–1813)
        - Henry Heine (1806–...?), Arzt
        - Mathilde Heine (1808–1828)
        - Eduard (Edward) Heine (1809–1897), Arzt in Dresden

      - Henry (Herz) Heine (1774–1855), Makler in Hamburg, Ehe mit Henriette Heine, geb. Embden (1787–1868), Schwester des o. g. Moritz Embden[11]
        - Hermann Heine (1816–1870), Kaufmann in Le Havre
        - Emilie (Esther) Ochs/Oswalt, geb. Heine (1818–1892)
        - Mathilde Heine (1820–1843)

    - Bela Heine Bückeburg († 1794), Ehe mit Isaak Israel († 1781) aus Hannover

  - Levi Heine, Hoflieferant und Hofbankier in Bückeburg, Vorsteher der jüdischen Gemeinde Bückeburg
    - Daniel Heine, Hoffaktor in Bückeburg
    - Joseph Heine, Bankier in Bückeburg
      - Levi Heine († 1854), Bankier in Bückeburg, Vorsteher der jüdischen Gemeinde Bückeburg
      - Lazarus Heine († 1853), Bankier in Bückeburg, Hofbankier des Fürsten Georg Wilhelm
      - Daniel Heine (1794–1856), Bankier in Hamburg, später Makler
      - Isidor Heine
      - Salomon Joseph Heine (1803–1863), Bankier in Hamburg, später Großhändler in München, 1834 Ehe mit Nanette Kaulla (1812–1876), ihr Bild ist Teil der „Schönheitengalerie“ v. König Ludwig I.
      - Simon Heine, Dr. med., Arzt und Hofrat des Fürsten in Bückeburg

  - Leser Heine (1700–1761) in Hameln
    - Simon Heine (1730/31–...?)
    - Abraham Heine (um 1740–1791), Schlachter in Hameln
      - Leeser Heine (um 1765–1821)

    - Nathan Aaron Heine (1742–1798)
      - Moses Heine (1760–1822), Kaufmann in Hamburg
      - Elias Heine (1772–1845), Kaufmann in Hamburg
      - Louis Heine (...?), Kaufmann in Hamburg

## Galerie

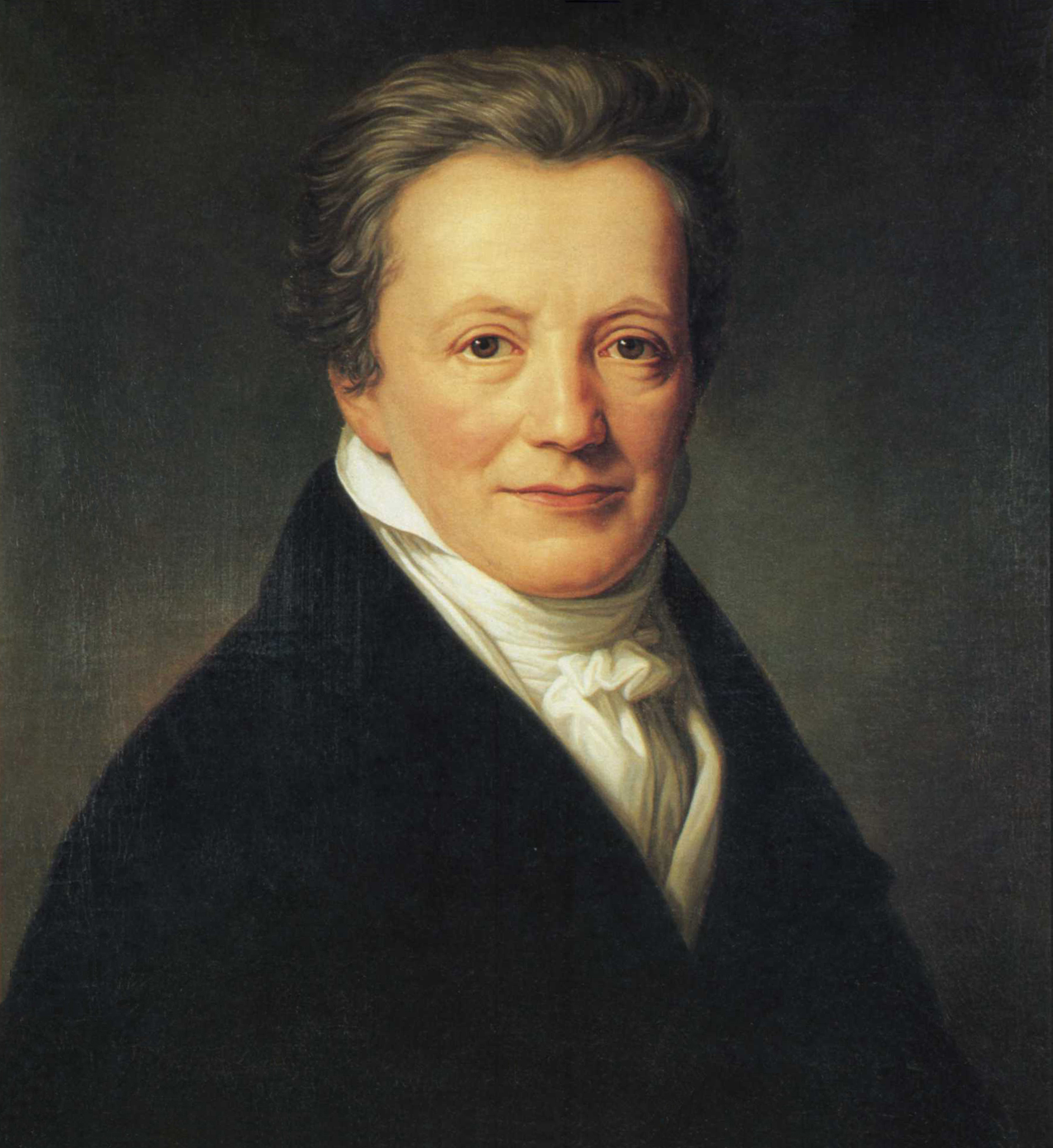
Salomon Heine (1767–1844)
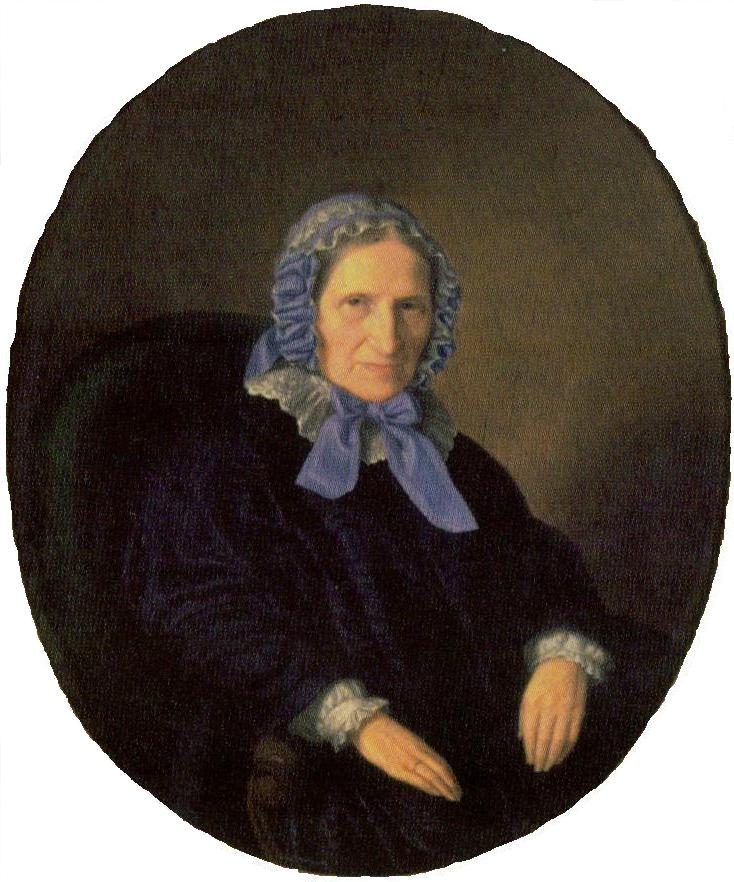
Betty Heine (1771–1859)
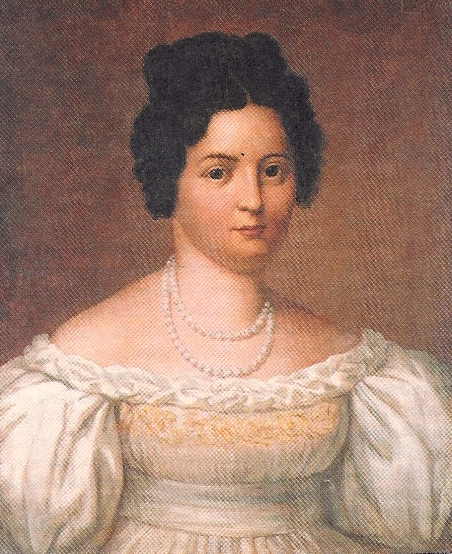
Amalie Friedländer (1800–1838)
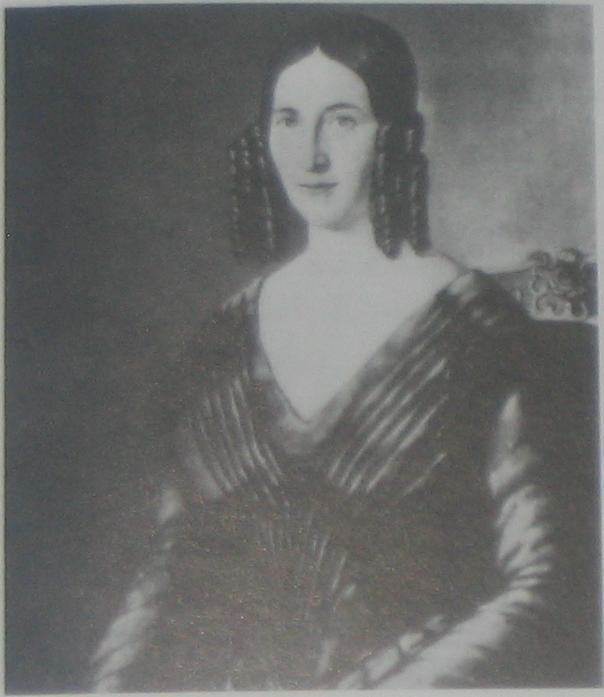
Charlotte Embden (1800–1899)
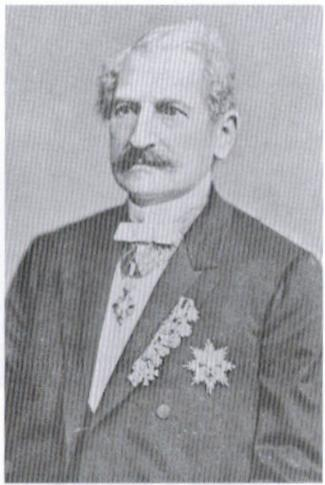
Gustav Heine von Geldern (1805–1886)
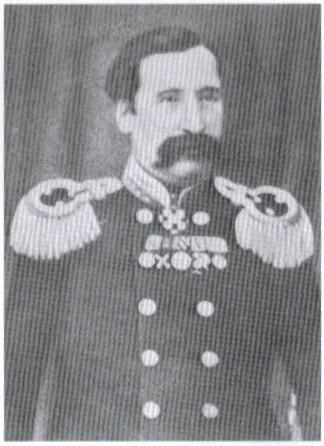
Maximilian von Heine (1806–1879)
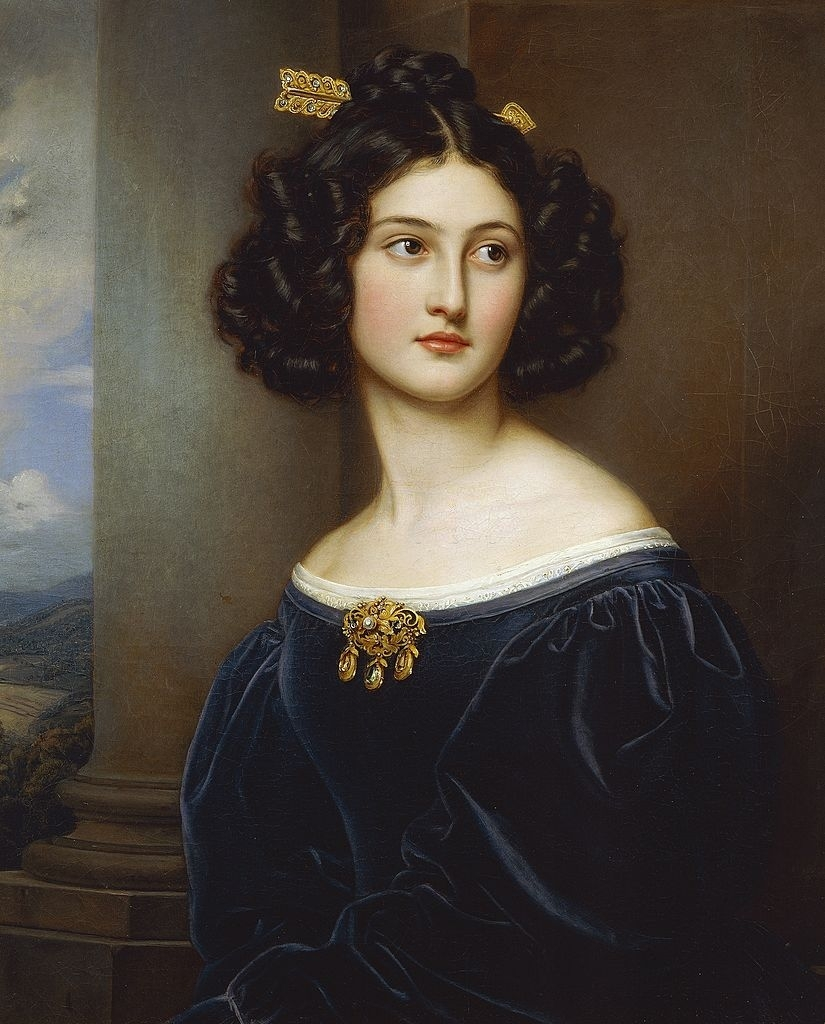
Nanette Kaulla (1812–1876) aus d. „Schönheitengalerie“ v. König Ludwig I.
Mathilde Heine (1815–1883)
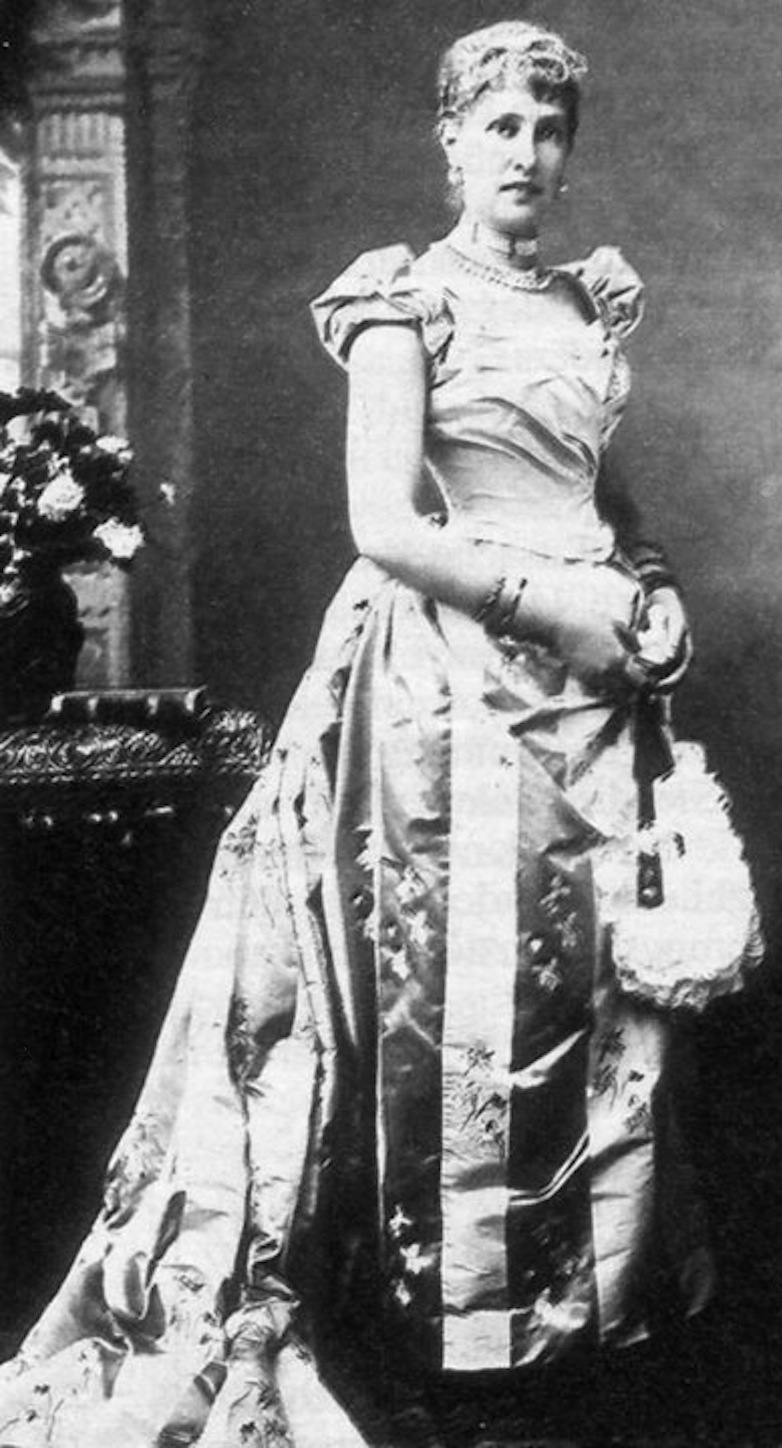
Alice Fürstin v. Monaco (1858–1925)